# خلقیدون
خلقیدون یا خالکیدون (انگلیسی: Chalcedon یونانی: Χαλκηδών) شهری باستانی در آسیای کوچک بود. امروزه قسمتی از شهر استانبول به‌شمار آمده و محلهٔ قاضی‌کوی (ترکی استانبولی: Kadıköy) نامیده می‌شود.
خلقیدون از لحاظ لغوی، ریشهٔ فنیقی دارد و به معنی شهر تازه‌ است.

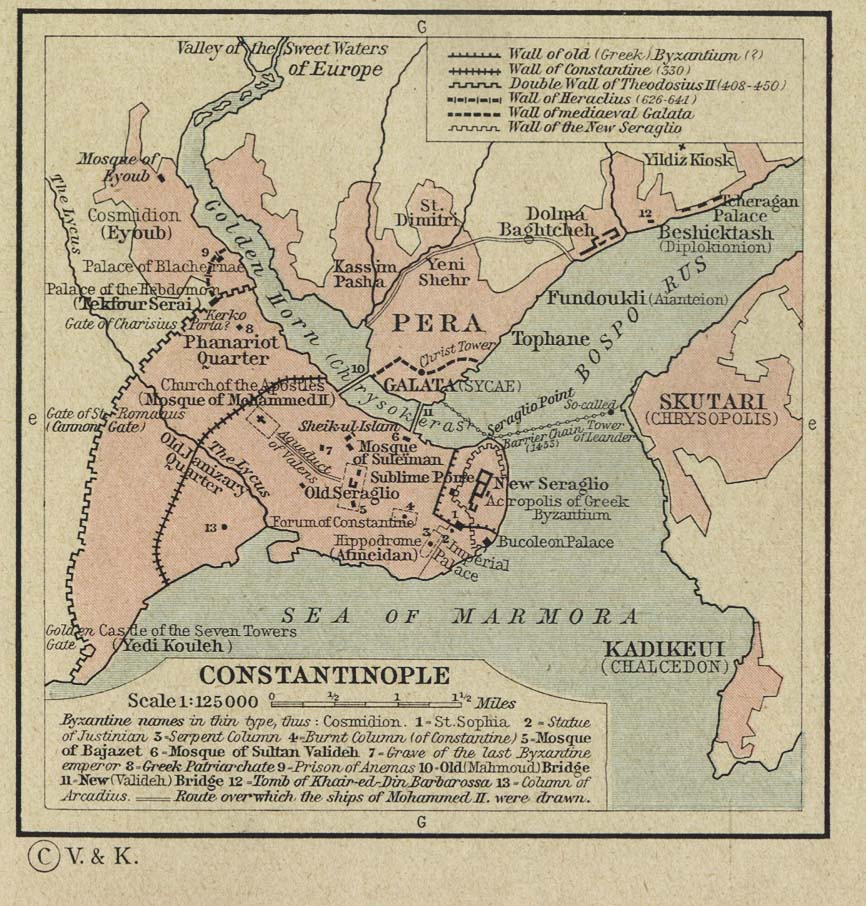
نقشه شهر قسطنطنیه و خلقیدون در منطقهٔ جنوب غربی آن، برای بزرگتر دیدن عکس بر روی آن کلیک کنید.